# Fabrizia Magnini
Fabrizia Magnini (Perugia, ...) è un'attrice, costumista e regista italiana.
A Perugia effettua gli studi e si laurea in Filosofia. 
Nel 1970 si trasferisce a Roma e qui inizia la sua attività artistica collaborando come costumista con vari registi, tra i quali Nanni Moretti, per il quale progetta i costumi per il film Ecce bombo, Comencini e Bertolucci.
Prosegue la sua attività in teatro e in televisione con vari registi tra i quali Mario Ricci. Nel 1977 fonda insieme a Carlo Montesi una propria compagnia teatrale con la quale realizza nei seguenti venti anni molti spettacoli curandone i costumi e la regia.
Attualmente, a parte qualche rara ed incisiva incursione in teatro come nel caso delle Serate Futuriste alla Galleria Nazionale di arte moderna e contemporanea a Roma, si occupa di arte e di artisti.